# Isla Bohol
Isla de Bohol es la principal isla de la Provincia de Bohol, en las Visayas. Se encuentra al sureste de la isla de Cebú a lo largo del estrecho de Cebú (a veces llamada Estrecho de Bohol) y al suroeste de la isla de Leyte, separadas por el Mar de Camotes y el Canal Canigao. Bohol también se encuentra al norte de la isla de Mindanao con el Mar de Bohol entre ellos.
Con una superficie de 3.269 kilómetros cuadrados y una costa de 261 kilómetros, Bohol es la décima isla más grande de las Filipinas. La isla principal está rodeada por cerca de 70 islas más pequeñas, la mayor de las cuales es la isla de Panglao frente a la ciudad de Tagbilaran, en el suroeste y la isla de Lapining en el noreste.